# Le Foyer

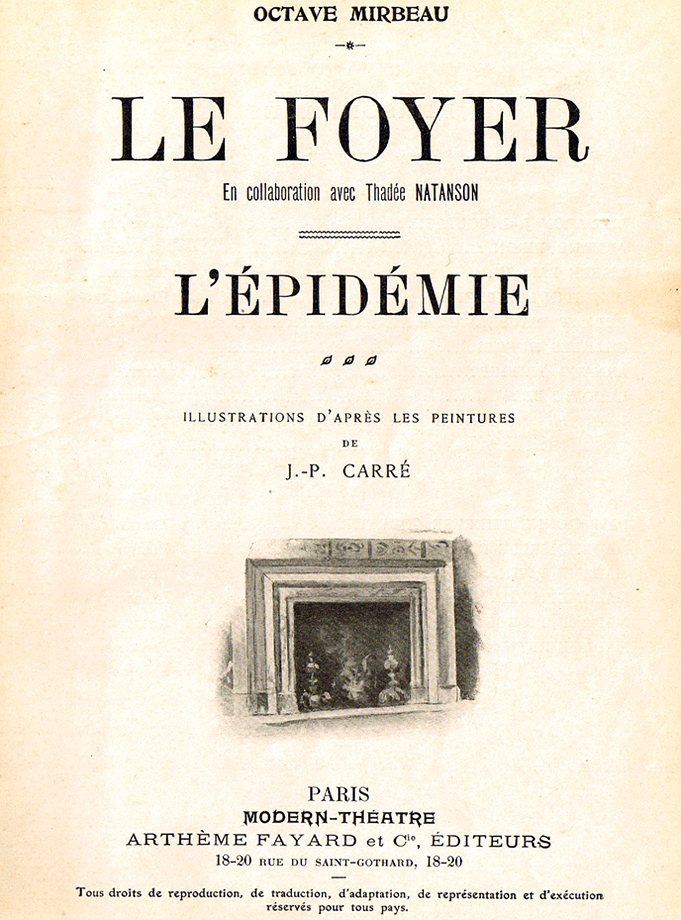
Het voorblad van Le Foyer door Octave Mirbeau.

Le Foyer (De huiselijke haard) is een komedie in 3 akten de Franse toneelschrijver Octave Mirbeau, gecreëerd in het theater van Comédie Française op 7 december 1908. 

## Inhoud

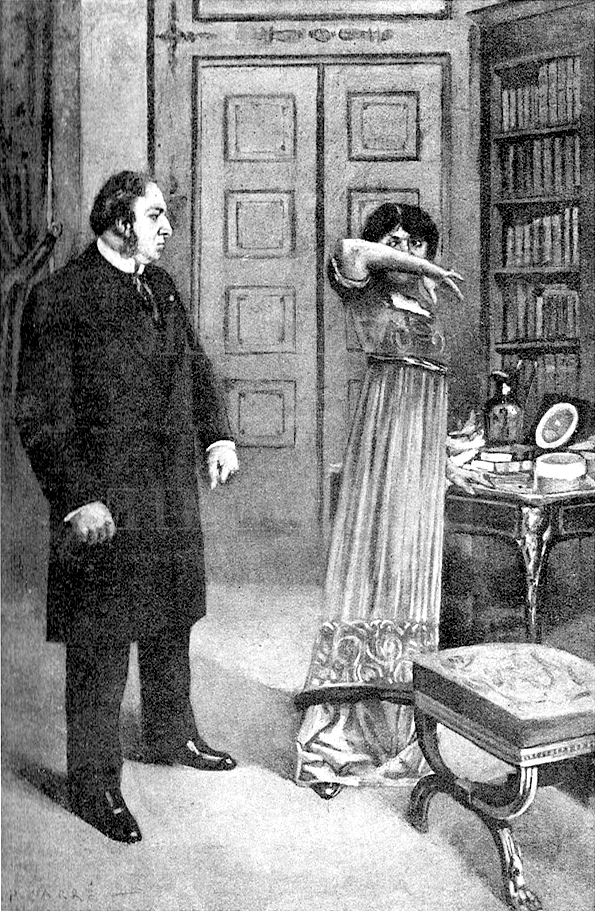
Courtin: "Misérable ! Tais-toi ! … Tais-toi ! …".

Een aan de Academie verbonden baron, Courtin, en zijn mondaine vrouw, Thérèse, zien toe op de gecompliceerde lotgevallen van de "Foyer", een instelling die arme minderjarigen opvangt en in werkplaatsen laat werken. De "Foyer" heeft zware schulden, en dan komen er allerlei zedenschandalen aan het licht. Hierbij komen nog de rollen van de minnaar van de barones, d’Auberval, en een rijke zakenman, Biron, die profiteert van de moeilijke positie van de baron.